# J. P. Soars
J.P. Soars (*  1969 in Kalifornien) ist ein US-amerikanischer Blues-Gitarrist, -Sänger und Bandleader (JP Soars & The Red Hots).

## Leben
Soars wuchs in Arkansas auf. Mit 16 Jahren zog er 1985 nach Südflorida, wo seitdem seine Wahlheimat ist.
Musikalisch war er zunächst als Gitarrist für Heavy Metal und Rockbands unterwegs, versuchte sich auch im Swing-Genre, bevor er seine Vorliebe für die Blues-Szene entdeckte und seine eigene Band gründete.  Außerdem wurde Soars Mitglied der Blues-Band Southern Hospitality.
Seine langjährige Begleitband Red Hots besteht aus Chris Peet an den Drums und Donald „the Cougar“ Gottlieb am E-Bass. Gelegentlich wird die Band erweitert, etwa um Travis Colby, Piano and Hammondorgel (bis 2012 Mitglied bei Roomful of Blues) und Jason Ricci, Harmonika, für die Plattenaufnahme des Albums More Bees with Honey.
Neben seiner stilistischen Vielseitigkeit als Gitarrist, Komponist und Arrangeur, seinem ausdrucksstarken Gesang ist eine weitere Besonderheit seine „homemade“ Gitarre. Sein Bruder baute ihm aus einer viereckigen Zigarrenkiste ein voluminös klingendes Instrument. Auf dem Albumcover von More Bees with Honey ist sie abgebildet.
Das Album Full Moon Night in Memphis war im Herbst 2014 mehrfach in den Living Blues Radio Charts vertreten.
Mit der Band JP Soars and The Red Hots kamen im Mai 2018 und im August 2019 zwei neue Alben heraus, darunter Let Go Of The Reins bei Whiskey Bayou Records, produziert von Tab Benoit.

## Diskografische Anmerkungen
- Let Go Of The Reins, Album 2019, Whiskey Bayou Records
- Southbound I-95, Album 2018
- Full Moon Night in Memphis, Album 2014[5]
- More Bees with Honey, Album 2011[2]
- Back of My Mind, Album 2008

## Auszeichnungen
- 2009: International Blues Challenge der Blues Foundation in Memphis, Tennessee: Beste Blues Band für JP Soars & The Red Hots.
- 2011: Nominierung für Blues Music Award als Best Contemporary Male Blues Artist of the Year

## Belege
1. 1 2 3   JP Soars Biografie (Memento vom 20. Dezember 2014 im Internet Archive)
2. 1 2 3  JP Soars’ - “More Bees With Honey” Is Sweet!, Rezension von Barry Kerzner auf American Blues Scene Magazine vom 6.  Dezember 2012, abgerufen am 30. Dezember 2021
3. ↑   Living Blues Radio Chart for September 2014 (7) / Living Blues Radio Chart for October (15) (Memento vom 22. Dezember 2014 im Internet Archive), Charts der US-Fachzeitschrift Living Blues, hrsg. vom Center for the Study of Southern Culture
4. ↑  Steve Jones: J.P. Soars – Let Go of the Reins | Album Review, bluesblastmagazine.com vom 24. August 2019, abgerufen am 20. November 2019
5. ↑  JP Soars Shines on “Full Moon Night in Memphis”, Rezension von Barry Kerzner auf American Blues Scene Magazine vom 22.  September 2014, abgerufen am 30. Dezember 2021

| Personendaten    | Personendaten                                                                       |
| ---------------- | ----------------------------------------------------------------------------------- |
| NAME             | Soars, J. P.                                                                        |
| ALTERNATIVNAMEN  | Soars, J.P.                                                                         |
| KURZBESCHREIBUNG | US-amerikanischer Blues-Gitarrist, -Sänger und Bandleader (JP Soars & The Red Hots) |
| GEBURTSDATUM     | 1969                                                                                |
| GEBURTSORT       | Kalifornien                                                                         |